# 前輩是偽娘
《前輩是偽娘》（簡稱）是pom創作的戀愛喜劇日本漫画，2019年12月7日至2021年12月30日每週在LINE漫畫連載，2021年起由一迅社集結為单行本出版。前傳《前輩是偽娘 邂逅篇》於2023年12月21日開始連載。作品以偽娘花岡真琴為主軸，講述其與學妹蒼井咲，以及真琴的男性兒時好友大我龍二間的三角關係。2023年3月25日，Aniplex宣布製作電視動畫版的決定。project No.9負責動畫製作的動畫於2024年7月至9月在富士電視台的noitaminA播放。動畫續篇《學姊是男孩劇場版：雨後天晴》於2025年2月14日上映。
該作以不論性別的戀愛為主題，其創作源於作者不擅長繪製男性角色。曾獲下一部人氣漫畫大賞2021網路漫畫類別第3名，是2021年LINE漫畫閱讀量第3高的作品。

## 概要
該作是戀愛喜劇漫畫。主人公花岡真琴是不顧母親反對而作女性裝扮的男高中生，學妹蒼井咲喜歡真琴並向其告白，以為同為女生的真琴會介意女生間的愛情，遭拒後才知原來真琴是男生。咲並不在意真琴的性別，沒有放棄，依然積極追求真琴，希望成為其初戀，真琴擔心咲會因與女裝的自己往來而被別人疏遠，不過兩人還是慢慢成為好友。真琴的男性兒時好友大我龍二最初防範陌生的咲接近真琴，卻意外被咲發現錢包裏藏了真琴的照片。咲答應替龍二保守秘密，自此兩人也成為朋友。龍二從旁協助咲如何追求真琴，咲稱龍二為「師父」。龍二起初不確定對真琴的感情，後來發覺也喜歡真琴，三人形成了三角關係。

## 登场角色
花岡真琴（聲：梅田修一朗、關根明良〈童年〉）
男生，生日8月7日。故事開始時在2年B班。喜歡可愛的事物。在學校作女性的打扮，戴假長髮，穿水手服，也因此被同學疏遠，但通过努力成功获得了大家的认可。之後跟咲在一起。
蒼井咲（聲：關根明良）
女生，生日12月15日。故事開始時為1年級生。是個個性很活潑的學妹，虽然在感情方面不是很擅长，但對外表是女生的真琴一見鍾情，告白後才知道真琴是男生。自此之後仍積極追求真琴。父母離異，跟祖母同住。故事結局與真琴在一起。
大我龍二（聲：內田雄馬、阿部菜摘子〈童年〉）
通稱「龍二」（りゅーじ），男生，生日4月10日。真琴的兒時好友。故事開始時為2年級生，但跟真琴不同班。是真琴被疏遠時，唯一保护和陪在真琴身邊的朋友。因指點咲如何追求真琴，而為咲喚作「師父」。喜欢真琴，學生手冊裏藏了一張真琴的照片。
早瀨藍（聲：加隈亞衣）
女生。故事開始時為2年級生。入学首日與真琴成為好友，知道真琴是男生後與之疏遠。此後對無法在不擔心真琴周圍發生事情的情況下與真琴交談感到後悔，並想道歉。同時真琴以為自己遭早瀨厭惡。後來兩人在修学旅行自由活動時解除誤會，重歸於好。在校3年都與真琴同班。
羽川楓（聲：葵Azusa）
女生，生日4月26日。故事開始時為2年級生。真琴的同班同學，以創校紀念聚會為契機成為好友。修学旅行時幫助早瀨與早乙女接近。
早乙女純（聲：梶原岳人）
男生。故事開始時為2年級生。龍二的同班同學，很好相處，善於在班級活躍氣氛，與龍二關係很好。對早瀨一見鍾情，修学旅行時請真琴幫忙讓自己能接近早瀨。
遠藤 透（聲：廣瀨裕也）
男生。故事開始時為2年級生。請真琴為籃球部幫忙過。
藤井（聲：木村太飛）
男生。故事開始時為2年級生。1年級的時候向真琴告白被拒後知道真琴是男生。
谷知佳奈子（聲：和久野愛佳）
女生。故事開始時為1年級生。咲的同班同學，中學時也是同校，髮型為雙馬尾。
吉田美代（聲：早瀨雪未）
女生。故事開始時為1年級生。咲的同班同學，髮型為妹妹頭。
小武 幸太郎（聲：岡野友佑）
男生。故事開始時為1年級生。借給咲自行車過。
花岡孝浩（聲：四宮豪）
真琴的父親。將真琴的事情告訴經營高中的相識者，得到學校會幫助真琴以喜歡的性別生活之回應，於是建議真琴就讀。
花岡美香（聲：中原麻衣）
真琴的母親。因自己的父親模仿自己女裝而受到心理創傷，在真琴表現得像男性時會感到高興。並不知道真琴在學校女裝。
川崎英一郎（聲：田中正彥）
美香的父親。以為真琴已經死去，只與真琴的父親有聯絡。
川崎静香（聲：田中正彥）
美香的母親。作品中已經死去。死後，美香與英一郎斷絕了關係。
蒼井雅子（聲：佐藤藍）
咲的祖母。與咲同住。丈夫在咲就讀中學時死去。
蒼井裕司（聲：村井雄治）
咲的父親。长年在海外研究鯨。
石川千尋（聲：Ishikawa Hitomi）
咲的母親。離婚後離開了年幼的咲，在故事下半段重新回到了咲的身边。
本鄉博（聲：宮田俊哉（Kis-My-Ft2））
千尋當前的戀人。
大我小夏（聲：前田佳織里）
龍二的妹妹。從小常與真琴玩。注意到龍二對真琴有「特別的感情」。
大我未希（聲：吉田麻實）
龍二的母親。龍二打了同學的時候，向同學的母親道了歉。龍二讀中学時在林間學校迷路，未希接了龍二。
大我隆一（聲：前田雄）
龍二的父親。

## 創作
該作由pom創作劇情及繪畫。作者因喜歡畫女性而不擅長畫男性，因此決定畫女子間戀愛的故事，但收到「畫女装男子難道不好嗎」的意見，於是保持「這樣的話應該會畫得很開心吧」的想法，決定創作以偽娘為主角的漫畫。作者不擅長繪製男性角色，因此繪製時花了很多時間以表現出真琴並非女性，但最終仍未滿意。作品的設定圍繞真琴的女性裝扮，以水手服為女生校服，以與男生校服形成視覺對比。儘管現實中的日本存在允許男生穿女生校服的學校，但真琴就讀的學校並不以特定學校為原型。
作者最初考慮創作搞笑漫畫，不過作者喜歡閱讀更為嚴肅的內容，於是採用此種基調，並有闡明真琴與母親關係麻煩的原因。該作的主題有人際關係、不論性別的戀愛、對多樣性的尊重、男性也能喜歡可愛事物，以及對自己的關心。作者創作時不是想要消除對男性女裝或化妝等的偏見，而是想著「一個人承擔某種問題的時候，要怎樣解決才好」的觀點來創作，同時有考慮「在昏暗的場景後故意插入輕鬆的場景」、「慎重選擇主角服装的顔色」、「讀者能接受到什麼程度」。
作者有意讓故事只集中於三個主要角色，表示自己不喜歡角色陣容膨大，而故事卻變得發散且偏離主題。真琴與咲的人設是為了形成對比，真琴易焦慮且文靜，而咲自信而活潑；龍二的創作則是為了平衡兩者。作者參考聲優金田朋子設計了咲的舉動，並認為咲是積極主動、不夠成熟、始終忠於自己的女子；創作真琴時有意識到真琴只是出於自己的審美而作女性裝扮，因此將真琴描繪為擁有男性的內心。作者有意限制作品的文字量，盡量以視覺敘事。作者只準備創作16話，因此並無詳細規劃後續內容，設定好背景後就讓故事在這個背景延續；作者認為除非親身經歷，否則無法可信地描繪事物，並表示角色都體現了作者的一部分。

## 出版
該作是LINE漫畫連載四格漫畫《後輩告白偽娘物語》（おとこのこが後輩に告白される話）的重新製作版，是作者首次嘗試畫彩色及縱長漫畫，2019年12月開始在「LINE漫畫 Indies」（LINEマンガ インディーズ）試行連載。作品在2021年12月30日完結，共100話；作者曾考慮繼續創作，不過決定讓作品在最精彩處結束而非繼續。前傳《前輩是偽娘 邂逅篇》（先輩はおとこのこ 出会い編）於2023年12月21日開始連載。
一迅社於2021年11月25日出版了增收16頁新繪内容的首卷全彩单行本；作者原本認為作品是在螢幕滾動閱讀的長條漫畫，難以集結為單行本，考慮過放棄，但在讀者要求下而繼續。WEBTOON自2021年起以數位形式連載多種語言譯本，正體中文版（LINE WEBTOON）譯名為《前輩是偽娘》，簡體中文版（咚漫漫画）譯名為《前辈是男孩子》。2023年起，臺灣的東立出版社出版單行本的中文譯本，譯名為《學姊是男孩》。

### 單行本
| 卷數 | 一迅社         | 一迅社                 | 東立出版社   | 東立出版社             |
| 卷數 | 發售日期       | ISBN                   | 發售日期     | ISBN                   |
| ---- | -------------- | ---------------------- | ------------ | ---------------------- |
| 1    | 2021年11月25日 | ISBN 978-4-7580-2313-9 | 2023年3月6日 | ISBN 978-957-26-9266-0 |
| 2    | 2022年4月25日  | ISBN 978-4-7580-2387-0 | 2025年5月2日 | ISBN 978-626-02-2678-7 |
| 3    | 2022年7月25日  | ISBN 978-4-7580-2437-2 |              |                        |
| 4    | 2022年11月25日 | ISBN 978-4-7580-2468-6 |              |                        |
| 5    | 2023年3月29日  | ISBN 978-4-7580-2505-8 |              |                        |
| 6    | 2023年7月25日  | ISBN 978-4-7580-2563-8 |              |                        |
| 7    | 2023年11月24日 | ISBN 978-4-7580-2609-3 |              |                        |
| 8    | 2024年4月1日   | ISBN 978-4-7580-2609-3 |              |                        |
| 9    | 2024年7月25日  | ISBN 978-4-7580-2734-2 |              |                        |
| 10   | 2024年10月25日 | ISBN 978-4-7580-2790-8 |              |                        |

## 電視動畫
2023年3月25日，Aniplex在AnimeJapan宣布製作電視動畫版的決定。動畫由project No.9負責動畫製作，柳伸亮導演，富田賴子統籌劇本，新海翔斗設定角色，橋本由香利配樂，於2024年7月至9月在富士電視台深夜動畫時段noitaminA播放。片頭曲由鯨演唱，片尾曲由Nishina演唱。

### 製作人員
- 原作：pom[42]
- 導演：柳伸亮[42]
- 劇本統籌：富田賴子[42]
- 人物設定：新海翔斗[42]
- 道具設計：北山景子[43]
- 美術指導：安田[43]
- 美術設定：秋山健太郎（日语：秋山健太郎）[43]
- 色彩設計：鈴木[43]
- 3D：齋藤威志[43]
- 攝影指導：上條智也[43]
- 編輯：新沼奈美[43]
- 音效指導：本山哲（日语：本山哲 (音響監督)）[43]
- 音響效果：山田香織（日语：山田香織 (音響効果技師)）
- 音效製作：Bit grooove promotion（日语：ビットグルーヴプロモーション）[43]
- 音樂：橋本由香利[42]
- 音樂製作：Aniplex
- 音樂製作人：船橋宗寬、甫足亮介、田村健吾
- 總製作人：中山信宏（日语：中山信宏）
- 製作人：青木遥、菅原花
- 動畫制作人：糀谷智司
- 動畫製作：project No.9[42]
- 製作：《前輩是偽娘》製作委員會[42]（Aniplex、富士電視台、Crunchyroll、電通）

### 主題曲
片頭曲，由鯨作詞、作曲、編曲、演唱。

片尾曲，由鯨作詞、作曲，Nishina演唱，Naoki Itai編曲。

### 各話列表
| 話數   | 標題           | 劇本     | 分鏡     | 演出               | 作畫監督 | 總作畫監督                             | 首播日期      |
| ------ | -------------- | -------- | -------- | ------------------ | --- | -------------------------------------- | ------------- |
| 第1話  | 學是男孩       | 富田賴子 | 柳伸亮   | 宣子豪、合田圭祐   | 小川繪里、渡邊奏、正木優太、多田和春、大木賢一、拉普拉斯動畫、無錫極速蝸牛動畫                                                        | 新海翔斗                               | 2024年 7月5日 |
| 第2話  | 可愛的事物之旅 | 富田賴子 | 石倉敬一 | 林映辰             | 松本美雪、阿見圭之介、陳嬌嬌、徐延文、拉普拉斯動畫、NEW Animate studio、鄭州點線一幀文化傳媒有限公司、Finerossed studio、無錫月靈動畫 | 新海翔斗、小川繪里、正木優太、豬爪多惠 | 7月12日       |
| 第3話  | 再見了，我     | 富田賴子 | 宣子豪   | project No.9       | Lee Sang-min、NEWANI、Dogwood、拾月動畫、拉普拉斯動畫                                                                                 | 新海翔斗                               | 7月19日       |
| 第4話  | 注意到了       | 富田賴子 | 石倉敬一 | 合田圭佑           | 松本美雪、木村圭乃介、多田和春、王培非、陳嬌嬌、無錫月靈動畫、拉普拉斯動畫                                                            | 新海翔斗、小川繪里、渡邊奏、正木優太   | 7月26日       |
| 第5話  | 特別           | 富田賴子 | 宣子豪   | 平山考成、粟井重紀 | 木村圭乃介、大木賢一、豬爪幸惠、山下悟、王培非、陳嬌嬌、拉普拉斯動畫、NEW Animate studio、拾月動畫                                    | 新海翔斗、小川繪里、正木優太、森谷春樹 | 8月2日        |
| 第6話  | 必須做出決定   | 高木聖子 | 石倉敬一 | KIM SEONGBEOM      | JANG SANGMI、KIM SEONGBEOM、廣瀨督、金成俊                                                                                            | 新海翔斗、正木優太                     | 8月16日       |
| 第7話  | 這種事         | 富田賴子 | 宣子豪   | 不適用             | 袁琳、陳嬌嬌、徐延年、孟文文、劉紫茵、宋豪、Dogwood、Triple A、NEW Animate studio、拉普拉斯動畫                                       | 新海翔斗、小川繪里、正木優太、森谷春樹 | 8月23日       |
| 第8話  | 傷口           | 高木聖子 | 林映辰   | 徐傅峰             | 松本美雪、多田和春、山下悟、張毅成、大國、田凱麗、袁琳、陳嬌嬌、徐延文、拉普拉斯動畫                                                  | 新海翔斗、王培非                       | 8月30日       |
| 第9話  | 聖誕節         | 高木聖子 | 宣子豪   | 合田圭佑           | 木村圭乃介、多田和春、袁琳、陳嬌嬌、徐延年、拉普拉斯動畫、STUDIO MASSKET、鄭州點線一幀文化傳媒、世唯動漫設計（天津）有限公司          | 新海翔斗、小川繪里、正木優太、豬爪多惠 | 9月6日        |
| 第10話 | 兩個人的感情   | 富田賴子 | 石倉敬一 | 前園文夫           | 松本美雪、安孝貞、關賢叔、權勇相、北條直明、岩崎亮、鵜池一馬、杉本幸子、陳嬌嬌、徐延文                                                | 新海翔斗、小川繪里、正木優太           | 9月13日       |
| 第11話 | 曾經的朋友     | 高木聖子 | 石倉敬一 | 粟井重紀           | 大木賢一、山下悟、袁琳、陳嬌嬌、徐延文、拉普拉斯動畫                                                                                  | 新海翔斗、小川繪里、正木優太           | 9月20日       |
| 第12話 | 真正的我       | 富田賴子 | 宣子豪   | 佐久間             | 木村圭乃介、山下悟、多田和春、松本美雪、袁琳、陳嬌嬌、徐延文、拉普拉斯動畫                                                            | 新海翔斗、小川繪里、正木優太           | 9月27日       |

### 播映平臺
| 播放日期              | 播放時間（UTC+9）  | 播放電視臺        | 播放地區   | 備註     |
| --------------------- | ------------------ | ----------------- | ---------- | -------- |
| 2024年7月5日—9月27日  | 星期五 0:55—1:25   | 富士電視臺        | 關東廣域圈 | [ 註 2 ] |
| 2024年7月5日—9月27日  | 星期五 0:55—1:25   | 岩手可愛電視臺    | 岩手縣     |          |
| 2024年7月5日—9月27日  | 星期五 0:55—1:25   | 櫻桃電視臺        | 山形縣     |          |
| 2024年7月5日—9月27日  | 星期五 0:55—1:25   | 福島電視臺        | 福島縣     |          |
| 2024年7月5日—9月27日  | 星期五 0:55—1:25   | 佐賀電視臺        | 佐賀縣     |          |
| 2024年7月5日—9月27日  | 星期五 1:05—1:35   | 愛媛電視臺        | 愛媛縣     |          |
| 2024年7月5日—9月27日  | 星期五 1:20—1:50   | 秋田電視臺        | 秋田縣     |          |
| 2024年7月5日—9月27日  | 星期五 1:30—2:00   | 仙台放送          | 宮城縣     |          |
| 2024年7月5日—9月27日  | 星期五 1:30—2:00   | 静岡電視臺        | 静岡縣     |          |
| 2024年7月5日—9月27日  | 星期五 1:30—2:00   | 鹿兒島電視臺      | 鹿兒島縣   |          |
| 2024年7月5日—9月27日  | 星期五 1:45—2:15   | 熊本電視臺        | 熊本縣     |          |
| 2024年7月5日—9月27日  | 星期五 1:50—2:20   | NST新潟綜合電視臺 | 熊本縣     |          |
| 2024年7月5日—9月27日  | 星期五 1:55—2:25   | 關西電視臺        | 近畿廣域圈 |          |
| 2024年7月5日—9月27日  | 星期五 1:55—2:25   | 西日本電視臺      | 福岡縣     |          |
| 2024年7月5日—9月27日  | 星期五 2:00—2:30   | 新廣島電視臺      | 廣島縣     |          |
| 2024年7月5日—9月27日  | 星期五 2:04—2:34   | 東海電視臺        | 中京廣域圈 |          |
| 2024年7月20日—10月5日 | 星期六 21:30—22:00 | AT-X              | 日本全域   | [ 註 3 ] |

| 播放地區                | 播放平臺                | 播放日期             | 播放時間              | 備註 |
| ----------------------- | ----------------------- | -------------------- | --------------------- | ---- |
| 巴哈姆特動畫瘋 服務地區 | 巴哈姆特動畫瘋 服務地區 | 2024年7月5日—9月27日 | 星期五 12:00（UTC+8） |      |
| 臺灣                    | 中華電信MOD             | 2024年7月5日—9月27日 | 星期五 12:00（UTC+8） |      |
| 臺灣                    | Hami Video              | 2024年7月5日—9月27日 | 星期五 12:00（UTC+8） |      |
| 臺灣                    | KKTV                    | 2024年7月5日—9月27日 | 星期五 12:00（UTC+8） |      |
| 泰國                    | 嗶哩嗶哩                | 2024年7月5日—9月27日 | 星期五 12:00（UTC+8） |      |
| 印尼                    | 嗶哩嗶哩                | 2024年7月5日—9月27日 | 星期五 12:00（UTC+8） |      |
| 馬來西亞                | 嗶哩嗶哩                | 2024年7月5日—9月27日 | 星期五 12:00（UTC+8） |      |
| 菲律賓                  | 嗶哩嗶哩                | 2024年7月5日—9月27日 | 星期五 12:00（UTC+8） |      |

### BD / DVD
| 卷數 | 發售日期       | 收錄話數      | 規格編號     | 規格編號     |
| 卷數 | 發售日期       | 收錄話數      | BD           | DVD          |
| ---- | -------------- | ------------- | ------------ | ------------ |
| 1    | 2024年10月30日 | 第1話—第3話   | ANZX-16781/2 | ANZB-16781/2 |
| 2    | 2024年11月27日 | 第4話—第6話   | ANZX-16783/4 | ANZB-16783/4 |
| 3    | 2024年12月25日 | 第7話—第9話   | ANZX-16785/6 | ANZB-16785/6 |
| 4    | 2025年1月29日  | 第10話—第12話 | ANZX-16787/8 | ANZB-16787/8 |

## 劇場版動畫
2024年9月，Aniplex宣布動畫續篇《學姊是男孩劇場版：雨後天晴》（映画 先輩はおとこのこ あめのち晴れ）的上映決定。電視動畫製作人員繼續參與製作，導演柳伸亮也繼續執導，是為其初次執導劇場版動畫。劇場版動畫於2025年2月14日上映。主題曲由鯨演唱。廣告標語為「不論艱難，還是快樂，都在一起」（つらいことも、楽しいことも、一緒なら）。為本鄉博配音的宮田俊哉擔任劇場版動畫的宣傳大使。

### 製作人員
- 原作：pom[50]
- 導演：柳伸亮[50]
- 劇本統籌：富田賴子[50]
- 人物設定：新海翔斗[50]
- 道具設計：北山景子[50]
- 美術指導：安田[50]
- 美術設定：秋山健太郎[50]
- 色彩設計：鈴木[50]
- 攝影指導：上條智也[50]
- 編輯：新沼奈美[50]
- 3D：齋藤威志[50]
- 音效指導：本山哲[50]
- 音效製作：Bit grooove promotion[50]
- 音樂：橋本由香利[50]
- 動畫製作：project No.9[50]
- 發行：Aniplex[51]

### 主題曲
由鯨演唱。

## 迴響
該作獲評論者與讀者好評，並獲下一部人氣漫畫大賞2021網路漫畫類別第3名，僅次於兩部少年Jump+作品《怪獸8號》與《膽大黨》。該作在2020年受歡迎程度升高，並成為2021年LINE漫畫閱讀量第3高的作品，僅次於村田真優的《青春特調蜂蜜檸檬蘇打》與Yaongyi（야옹이）的《女神降臨》。該作在AnimeJapan的2021年第4屆「最想改編成動畫的漫畫排行榜」獲得第3名，翌年第5屆獲得第1名。該作在「LINE漫畫 2021上半期排名（女性篇）」獲得第6位，「LINE漫畫 2021年間排名（女性篇）」獲得第3位。2023年在為紀念LINE漫畫開服10周年而發表的「10周年特別排名」連載篇數部門獲得第9位。
該作涉及性與性別等可能沉重的話題，同時保持輕鬆的語氣，因而廣受好評；Oricon與的評論者都認為作品很好地描繪了角色心理，以及角色想要坦誠卻擔心相應問題的掙扎。《達文西》的評論者表示讀到第31话臺詞“我非要做出選擇不可嗎？”的時候喜歡上該作，並指出作品描繪了真琴在家受母親反對的處境，以及這種處境如何影響真琴的孤獨感，向各年齡及性別的讀者推薦該作。作中角色受到評論者喜歡，Magmix（マグミクス）的評論者表示真琴有吸引力而可愛，整個角色陣容以人文主義的方式描繪，《達文西》的評論者表示自己會投入角色間的關係。橫山在modelpress的漫畫評論中向喜歡成長故事與校園題材作品的讀者推薦該作，認為故事新鮮有趣，人物感情刻畫得很好，主角也很有吸引力，可愛而帥氣。該作的畫面也廣受好評，Oricon與的評論者都表示該作有美麗的色彩，《達文西》的評論者認為真琴揭示自身性別的場景描繪得特別好。

## 外部連結
- 漫畫連載網站（日語）
- 漫畫連載網站（繁體中文）
- 漫畫連載網站（简体中文）
- 作者的X（前Twitter）（日語）
- 電視動畫官方網站（日語）
- 電視動畫的X（前Twitter）（日語）